# Comuna Lom, Montana
Lom (în bulgară Лом) este o comună în regiunea Montana, Bulgaria, formată din orașul Lom și satele Dobri Dol, Dolno Linevo, Kovacița, Orsoia, Slivata, Staliiska Mahala, Stanevo, Traikovo și Zamfir. 

## Demografie
Componența etnică a comunei Lom
     Romi (16,8%)
     Bulgari (79,51%)
     Nicio identificare (3,26%)
     Altele (1,12%)
La recensământul din 2011, populația comunei Lom era de 28.139 locuitori. Din punct de vedere etnic, majoritatea locuitorilor (79,51%) erau bulgari, cu o minoritate de romi (16,8%). Pentru 3,26% din locuitori nu este cunoscută apartenența etnică.